# Brouillonkarte
Die Brouillonkarte (frz. brouillon = erster Entwurf, Konzept), auch Original- oder Separationskarte, ist eine spezielle Art von Landkarte, die im Zuge der Verfahren zur Separation ab dem Beginn des 19. Jahrhunderts im Auftrag der Generalkommission bzw. des Landeskulturamts angelegt wurde.
Außer den Brouillonkarten waren durch die Generalkommission bzw. das Landeskulturamt in der Regel noch zwei Kopien derselben herzustellen:
- Die I. Reinkarte war eine detailgetreue Kopie der Brouillonkarte und wurde meist dem Separationsrezess beigefügt.
- Auf der II. Reinkarte war nur der Zustand nach der Separation eingezeichnet; eine Kopie der II. Reinkarte wurde meist als Gemarkungsreinkarte dem zuständigen Katasteramt übergeben und dort fortgeführt.

Brouillonkarten enthalten in der Regel zahlreiche Flurnamen, die z. T. heute nicht mehr verwendet werden.